# Rafael Oronó
Jesús Rafael Oronó (Pantoño, Municipio Ribero, Sucre, Venezuela; 30 de agosto de 1958) es un exboxeador venezolano. Fue el primer campeón mundial de peso supermosca del Consejo Mundial de Boxeo.

## Trayectoria

### Juventud
Nació en Pantoño en el municipio Ribero, en el seno de una familia de clase humilde del poblado rural de Pantoño, de donde proviene su apodo. Para mantener a su familia a los 11 años se trasladó a trabajar a Caracas, donde entró en contacto con el exboxeador Freddy «Cochocho» Rengifo, que se convirtió en su entrenador.

### Trayectoriaamateur
Como boxeador amateur Rafael Oronó tuvo un récord de 49 victorias y 8 derrotas. De esta etapa destaca la medalla de oro en los Juegos Centroamericanos y del Caribe de 1978 en la categoría de peso mosca. También logró el oro en los Juegos Bolivarianos de 1977 y múltiples medallas en pruebas internacionales como el Torneo Giraldo Córdova Cardín en Cuba, el Torneo Cinturón de Oro en Rumania o el Torneo Internacional Boxam en España. Fue también campeón nacional del peso mosca.

### Trayectoria profesional
Aunque formaba parte del equipo nacional venezolano, en 1979 se pasó al boxeo profesional para poder ganarse la vida, renunciando así a los Juegos Olímpicos de Moscú 1980. Ese mismo año 1979 conquistó el título nacional del peso gallo.
El 2 de febrero de 1980 se coronó campeón mundial de la nueva división del peso supermosca, creada por el Consejo Mundial de Boxeo, al vencer al surcoreano Seung-Hoon Lee. Defendió el cinturón con éxito en tres ocasiones, para perderlo por nocaut contra el también surcoreano Chul-Ho Kim en 1981, en combate realizado en el Poliedro de Caracas. Al año siguiente recuperó el título en un combate de revancha en Seúl contra Chul-Ho Kim, al que venció por nocaut técnico. Después de otras tres defensas victoriosas, el 27 de noviembre de 1983 cedió definitivamente el título ante Payao Poontarat. En 1985 peleó por el título supermosca de la Asociación Mundial de Boxeo contra el campeón mundial Khaosai Galaxy, que le ganó por nocaut técnico.
Dejó el boxeo en 1989 por prescripción médica, debido a los daños cerebrales sufridos. Se retiró con un récord de 32 victorias, 7 derrotas y 2 empates.

### Tras la retirada
Tras colgar los guantes ha sido entrenador de boxeo infantil y juvenil en Caracas.